# سوسي (طعام)
السوسي هو طبق تقليدي يمني، يُقدم مع العسل والسمن البلدي أثناء وجبة الغداء في المناسبات الهامة، يتكون من ثلاثة مكونات أساسية الخبز البلدي والسمن والبيض.

## الوصف
يُحضر السوسي من الخبز البلدي المقطع قطع صغيرة، ويخلط مع البيض والسمن والملح، ويضاف إليه حسب الرغبة خميرة البيكينج بودر لعمل انتفاخ للطبق، يرش بحبة البركة للتزيين.